# Zabrušany
Zabrušany település Csehországban, Teplicei járásban. Zabrušany Hostomice, Lahošť, Ledvice, Ohníč, Duchcov, Teplice és Kladruby településekkel határos. Lakosainak száma 1160 fő (2024. január 1.).

## Története
1850-ben a Želénky nevű településrészen szláv sírhalmot fedeztek fel.

## Népesség
A település lakosságának változását az alábbi diagram mutatja:
| Lakosok száma | 856  | 2603 | 2700 | 1770 | 1213 | 1071 | 1127 | 1143 | 1137 | 1160 |
|               | 1869 | 1900 | 1921 | 1961 | 1980 | 2011 | 2016 | 2019 | 2021 | 2024 |